# Musée des Celtes de Libramont
Le musée des Celtes de Libramont est un musée belge d'histoire et d'archéologie consacré à la culture celtique, fondé en 1998, implanté à Libramont, en Ardenne, dépendant du Centre de recherches archéologiques en Ardenne (CRAA).

## Le CRAA
Le Centre de recherches archéologiques en Ardenne (CRAA), créé le 13 février 1985 et reconnu comme association sans but lucratif le 19 février 1986, a pour objet la mise en valeur du patrimoine archéologique de l’Ardenne belge.
À cette fin notamment, le Centre veille à : 
- promouvoir les fouilles et assurer la bonne conservation des vestiges découverts et à découvrir sur le territoire de l’Ardenne, notamment par leur exposition dans un musée ouvert au public,
- sauvegarder les sites menacés de destruction,
- favoriser les contacts entre les institutions et les personnes qui se consacrent à ces activités — le Centre s’attache à promouvoir la collaboration avec les pouvoirs et organismes publics susceptibles d’aider à la réalisation de ses buts,
- sauvegarder les sites menacés de destruction,
- sensibiliser le public aux problèmes de protection du patrimoine archéologique.

Pour mettre son programme en œuvre, les activités du Centre s’articulent autour de trois pôles :
- la recherche scientifique,
- l’information au public,
- la sauvegarde du patrimoine.

Le CRAA fut créé pour répondre à l’absence de structure archéologique dans la région : il manquait en effet à l’Ardenne une structure archéologique comparable à celles qui existent et fonctionnent dans le Sud-Luxembourg, avec Arlon et Virton, dans la Namurois ou en province de Liège. Le CRAA traite toutes les périodes, de la préhistoire au Moyen Âge, mais l’époque celtique constitue son principal centre d’intérêt. Il est surtout connu pour les nombreuses recherches qu’il a effectuées dans les tombelles celtiques ardennaises.
Jusqu’en 1993, le CRAA a occupé les locaux de l’ancienne maison communale de Bras (Libramont), gracieusement mis à sa disposition par la Commune de Libramont. Avec la perspective d’un musée, le CRAA a ensuite déménagé pour adopter une position plus centrale et accessible, à Libramont même, dans l’ancien presbytère situé au n°1 de la Place Communale. Il se trouve, depuis fin 2021, au premier étage de la Halle aux Foires au n°7 de la Place Communale.

## Musée des Celtes

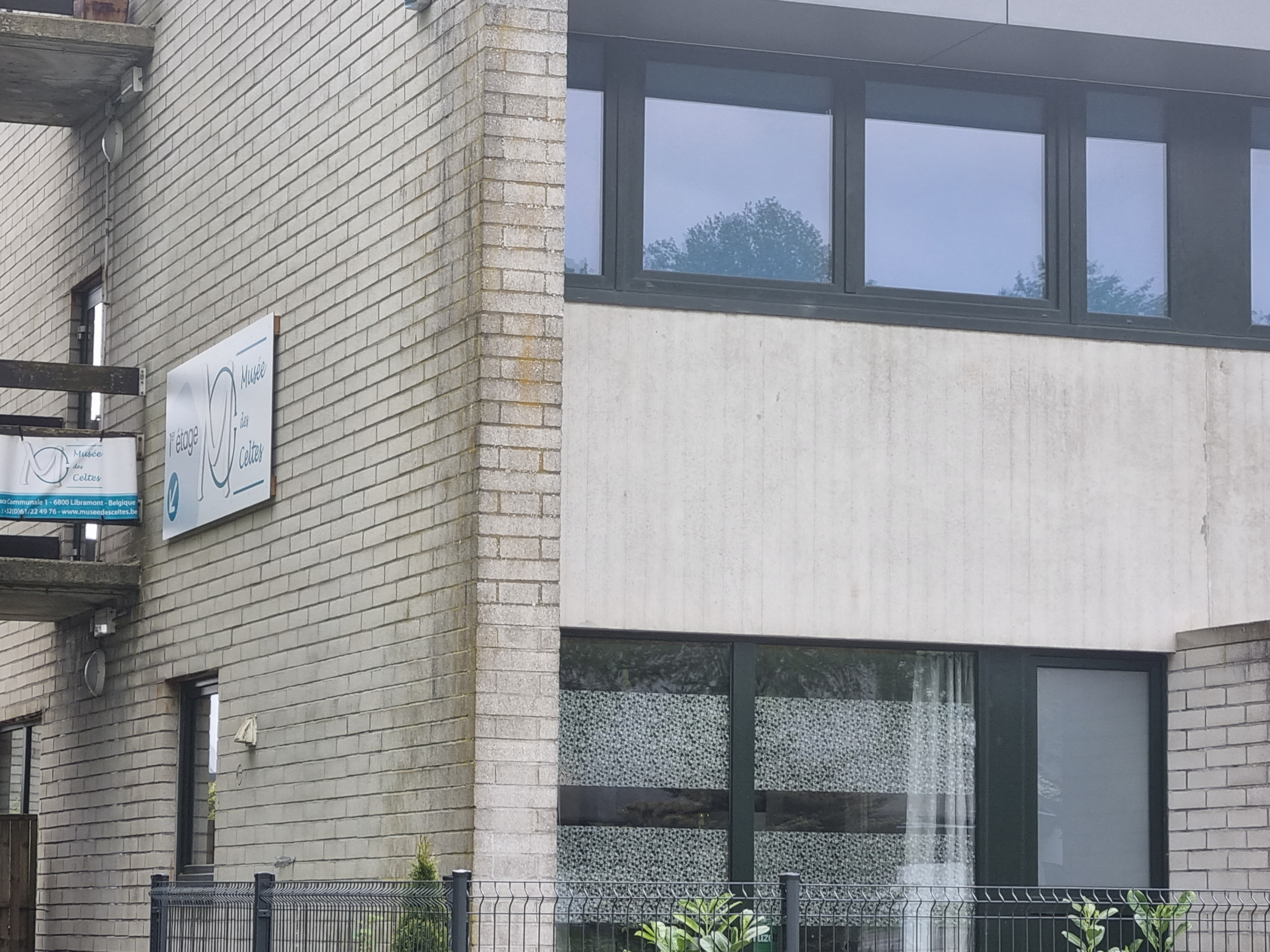
Façade du nouveau Musée des Celtes, 2022
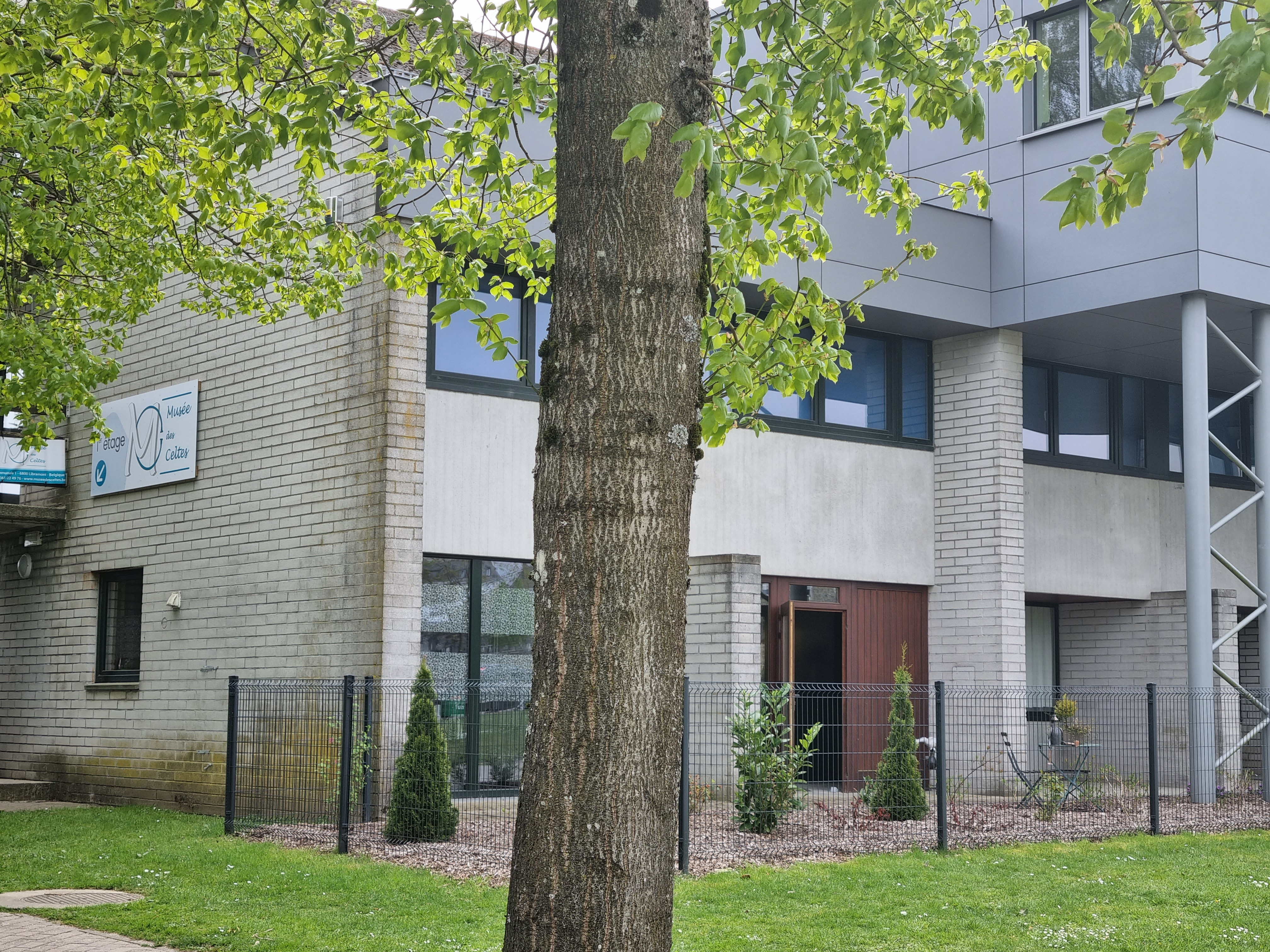
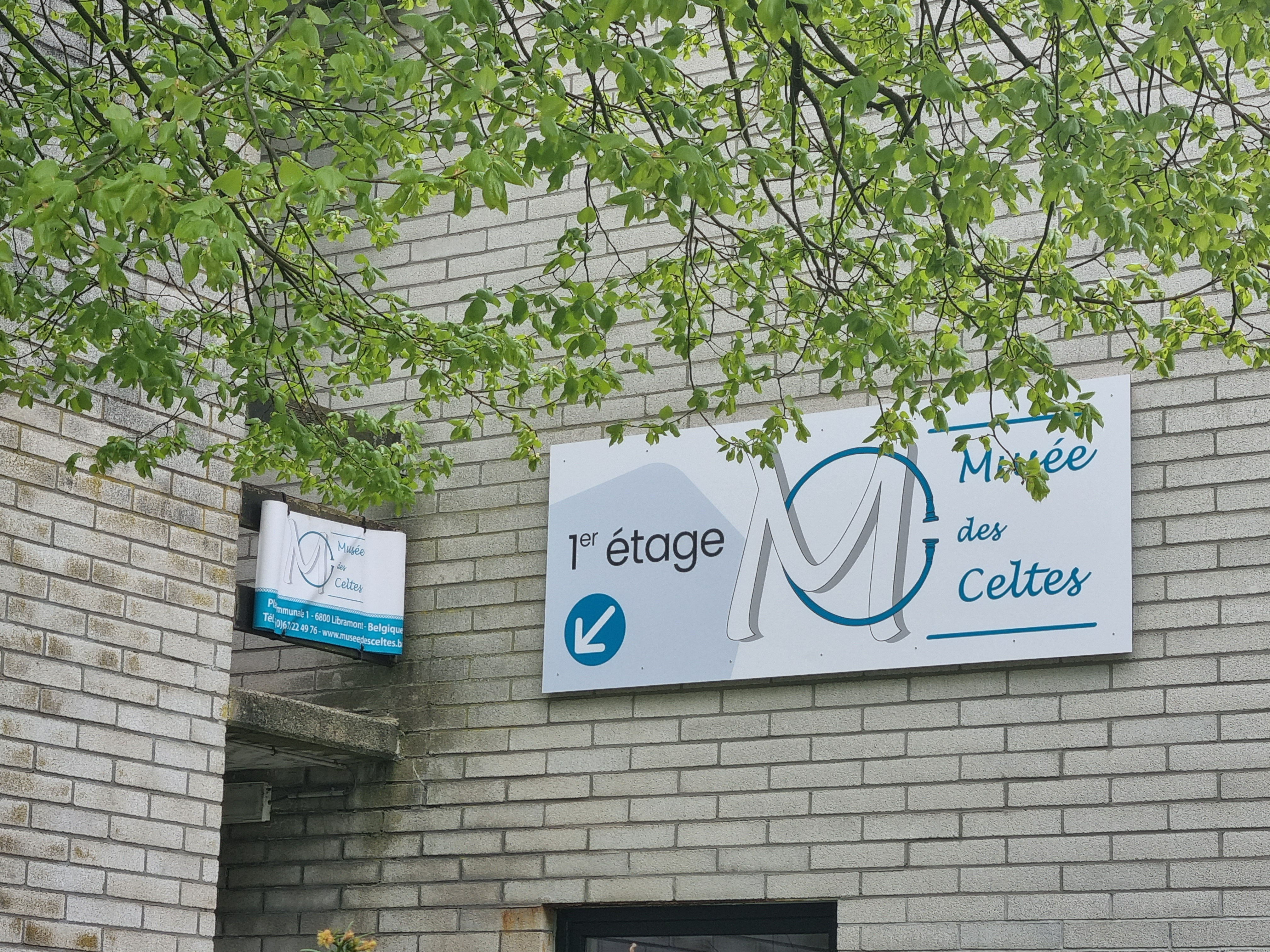
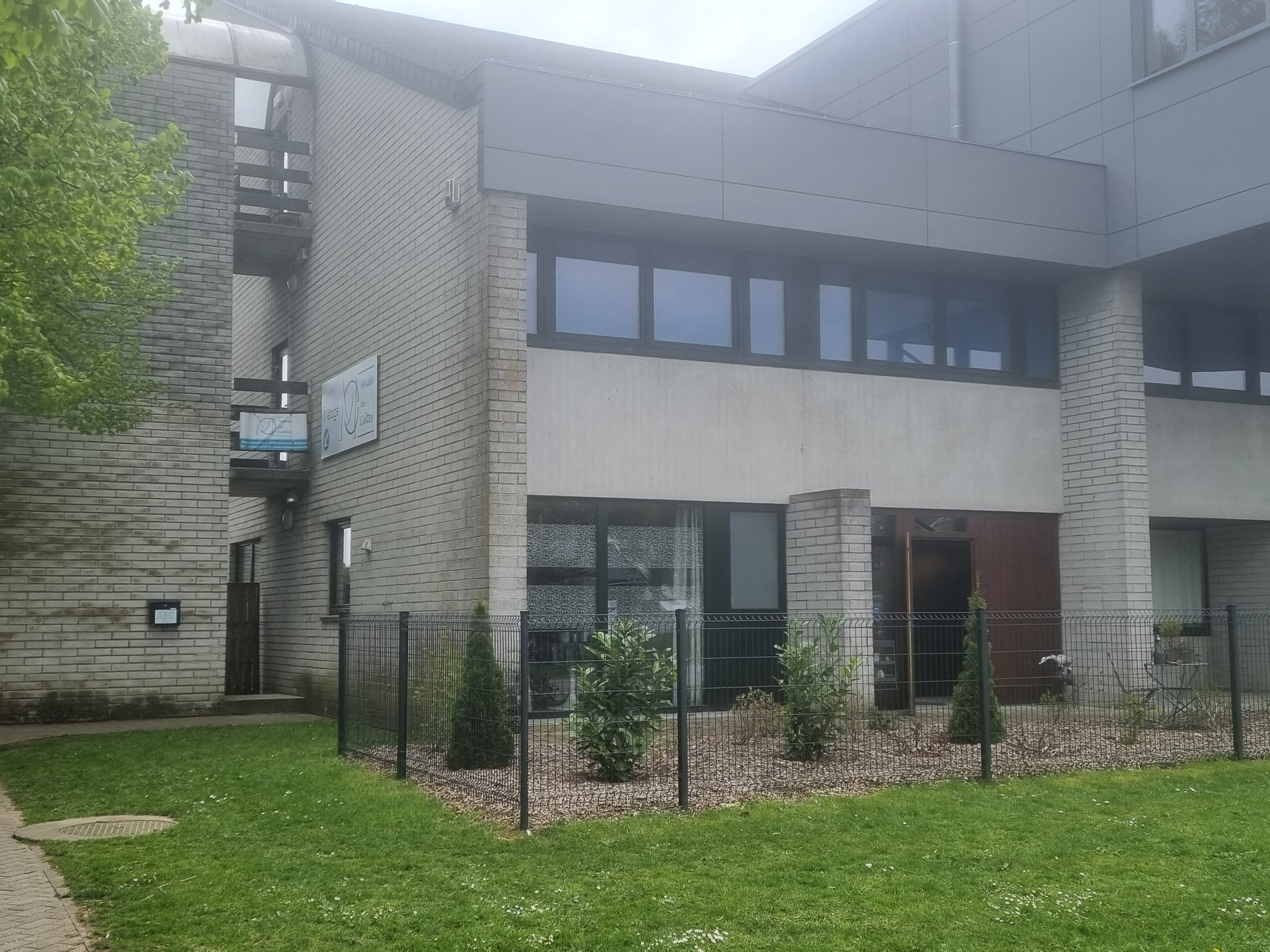
Façade du nouveau Musée des Celtes à l'hôtel communal - Libramont, 2022
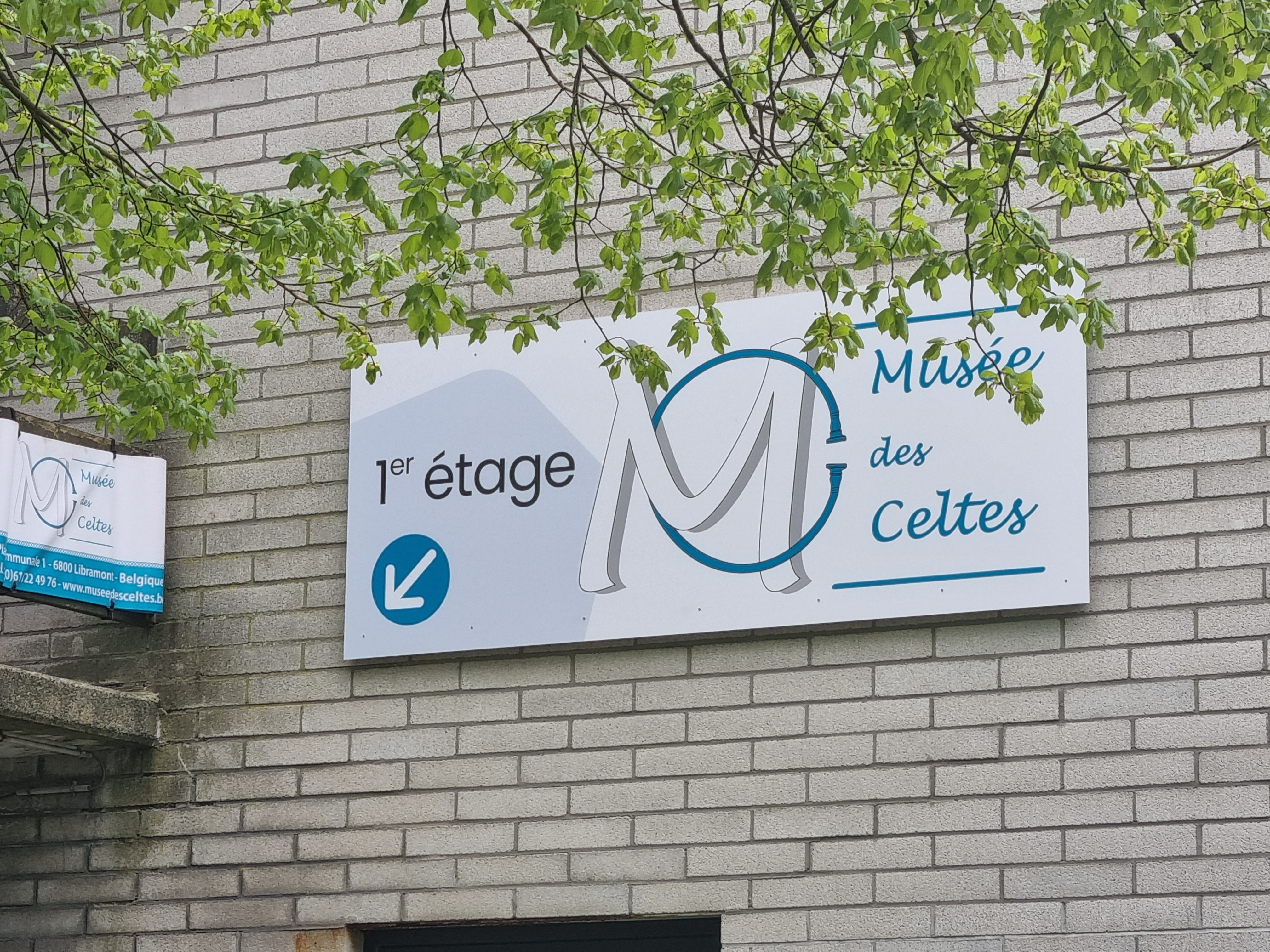
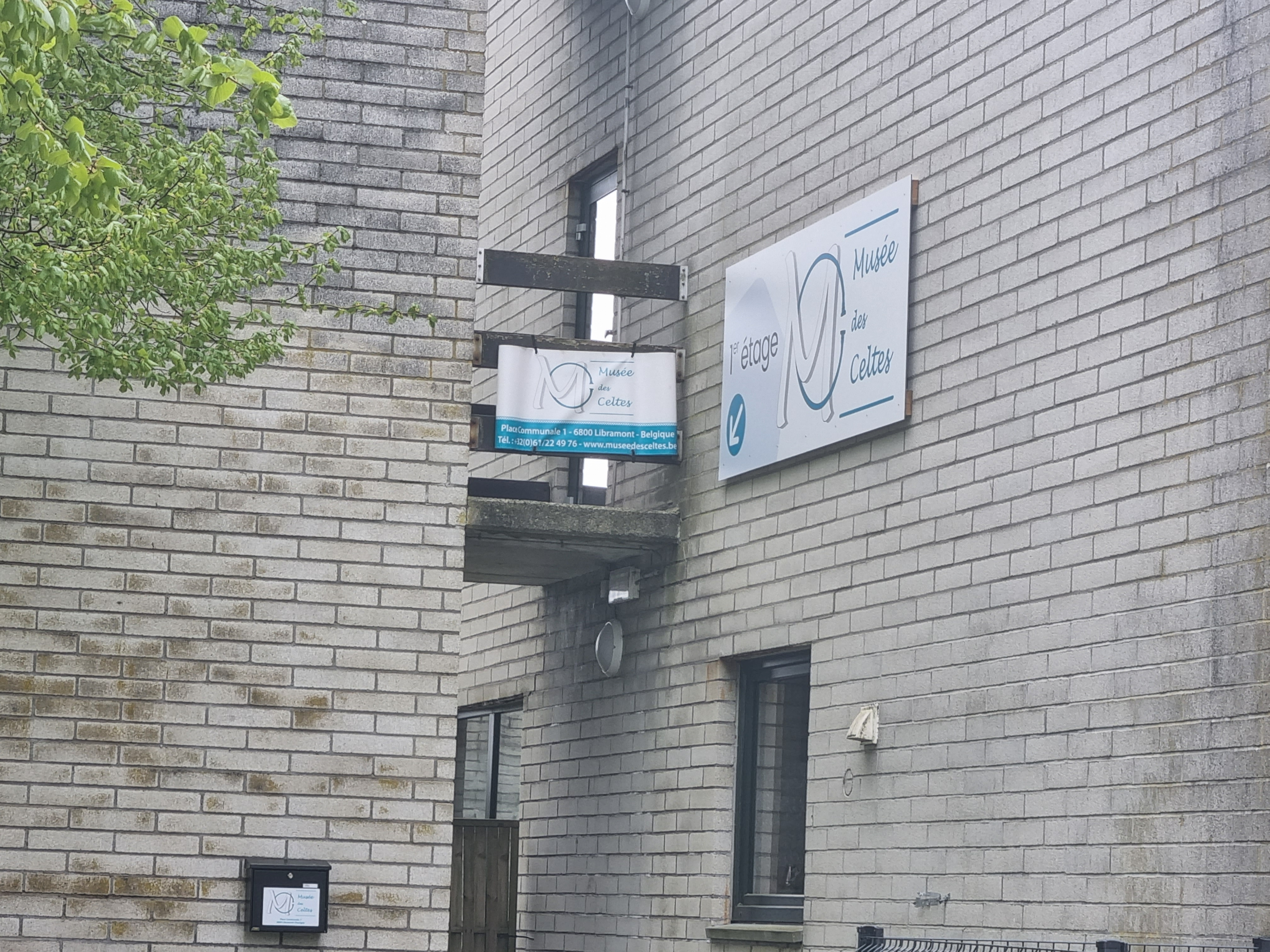

le Musée des Celtes a ouvert ses portes à Libramont en juin 1998 pour présenter au public le résultat de plus de trente années de fouilles menées sur des sites celtiques en Ardenne.
La combinaison des trois pôles (recherche scientifique, information au public, sauvegarde du patrimoine), la spécialisation du CRAA en matière de tombelles celtes, le matériel celtique dont nous disposons ainsi que celui trouvé précédemment dans les tombelles, le souci de préserver ce matériel et de le mettre à la disposition du public, nous a ouvert une nouvelle perspective : créer un musée consacré aux Celtes.

### Raison d'être
Le centre des hauts plateaux schisteux  de l’Ardenne est densément occupé vers 480/470 avant notre ère par des Celtes. Leur civilisation nous y est essentiellement connue par les vestiges funéraires (les tombelles). Elles constellent l’Ardenne, et à l’heure actuelle, quelque 150 sites totalisant près de 600 tertres ont été repérés. Les rites observés et les mobiliers découverts attestent une culture particulièrement originale.
Les premières recherches effectuées dans les tombelles celtiques ardennaises remontent à la fin du XIXe siècle et se poursuivent sporadiquement jusque dans les années 1960. Vers cette époque, l’ex-Service national des Fouilles entreprend un vaste programme de recherches, aidé par, ou parallèlement à d’autres cercles d’archéologie locaux. À partir de 1985, l’association CRAA prend la relève. Une centaine de tombelles celtiques ont ainsi déjà été fouillées comptant, pour la seule région de Neufchâteau-Bertrix-Libramont, environ 160 sépultures.
Les très nombreux vestiges issus de ces découvertes étaient dispersés dans différentes collections, tant privées que publiques. Inaccessibles au public, la plupart d’entre eux étaient, jusqu’à l’ouverture du Musée, restés en caisse et n’avaient pas, d’un point de vue conservation, fait l’objet de soins attentifs. Certaines pièces sont, pour cette raison, aujourd’hui irrémédiablement perdues. D’autres nécessitent un traitement d’urgence. Il devenait donc impérieux, pour la bonne conservation de ce patrimoine, que les vestiges, qui comptent plusieurs pièces uniques en Ardenne, voire en Belgique, soient gérés.

### Présence celtique
Éduqués dans une conception classique méditerranéenne (Rome et la Grèce nous apparaissent ainsi comme les modèles à suivre), nous avons, trop longtemps, oublié que les Celtes et les Gaulois  sont nos ancêtres, des ancêtres dignes d’intérêt. La croyance populaire et les manuels scolaires véhiculent en effet une bien triste image de nos origines.
Or, les recherches archéologiques récentes démontrent toutes que les Celtes avaient atteint un haut degré de civilisation tant du point de vue technique et artisanal que militaire ou économique. Leur culture, qui est à l’origine de bien des aspects de notre vie quotidienne, n’avait rien à envier à celle des Romains que la tradition présente à tort comme les premiers civilisateurs de la Gaule.
Longtemps évincés des cours d’histoire par méconnaissance, les Celtes, aujourd’hui, sont pourtant reconnus comme les premiers forgerons de l’Europe. Il était donc grand temps, non seulement d’offrir au public une vision concrète de la civilisation celtique mais aussi de redresser et rectifier la perception qu’il en a en démasquant les erreurs et les clichés.

### À Libramont
L’administration communale de Libramont-Chevigny a, d’emblée, accueilli avec enthousiasme les promoteurs de ce projet et a toujours soutenu leurs activités. Avec la perspective du Musée, la Commune a, sur fonds propres, rénové l’ancien presbytère de Libramont pour l’affecter à l'accueil de collections archéologiques. Elle a également, aidée par une subvention de la Communauté française de Belgique, largement contribué à l’aménagement du musée.
Libramont n’est guère réputé comme pôle touristique, mais sa situation pour y implanter un musée s’avérait intéressante et très profitable : logée au cœur de la province de Luxembourg et parmi les champs de tombelles celtiques, la localité bénéficie d’un accès aisé grâce à l’autoroute et au chemin de fer. Par ailleurs, l’Ardenne centrale ne dispose d’aucun musée d’archéologie, pas plus d’ailleurs que la Belgique ne dispose d’un musée spécifiquement consacré aux Celtes. En outre, avoir établi le musée à Libramont permet de conserver les pièces archéologiques dans leur région d'origine.

## Voir également